# Cretaaviculus
Cretaaviculus — вимерлий рід птахів верхньокрейдової бостобської формації Казахстану. Типовий вид, C. sarysuensis, відомий лише за ізольованим або ізольованим асиметричним контурним пером.